# Partecipanti alla Nokere Koerse 2023
Elenco dei partecipanti alla Nokere Koerse 2023.
La Nokere Koerse 2023 è stata la settantasettesima edizione della corsa. Alla competizione presero parte venti squadre: otto con licenza UCI World Tour 2023, undici UCI ProTeam e una UCI Continental Team.
Accreditati alla partenza 135 ciclisti.

## Corridori per squadra
Nota: R ritirato, NP non partito, FT fuori tempo, SQ squalificato
| Soudal Quick-Step           | Soudal Quick-Step           | Soudal Quick-Step           | UAE Team Emirates      | UAE Team Emirates      | UAE Team Emirates      | Trek-Segafredo        | Trek-Segafredo        | Trek-Segafredo        |
| --------------------------- | --------------------------- | --------------------------- | ---------------------- | ---------------------- | ---------------------- | --------------------- | --------------------- | --------------------- |
| N°                          | Ciclista                    | Clas.                       | N°                     | Ciclista               | Clas.                  | N°                    | Ciclista              | Clas.                 |
| 1                           | Tim Merlier                 | 1°                          | 11                     | Pascal Ackermann       | 65°                    | 21                    | Edward Theuns         | 2°                    |
| 2                           | Josef Černý                 | 92°                         | 12                     | Ivo Oliveira           | 110°                   | 22                    | Marc Brustenga        | 96°                   |
| 3                           | Jannik Steimle              | 113°                        | 13                     | Ryan Gibbons           | 21°                    | 23                    | Emīls Liepiņš         | 47°                   |
| 4                           | Martin Svrček               | 93°                         | 14                     | Sjoerd Bax             | 10°                    | 24                    | Thibau Nys            | 60°                   |
| 5                           | Bert Van Lerberghe          | 41°                         | 15                     | Felix Groß             | 120°                   | 25                    | Mathias Vacek         | 25°                   |
| 6                           | Stan Van Tricht             | 59°                         | 16                     | Vegard Stake Laengen   | 51°                    | 26                    | Otto Vergaerde        | 78°                   |
| 7                           | Ethan Vernon                | 48°                         | 17                     | Michael Vink           | 91°                    |                       |                       |                       |
| Alpecin-Deceuninck          | Alpecin-Deceuninck          | Alpecin-Deceuninck          | Groupama-FDJ           | Groupama-FDJ           | Groupama-FDJ           | Team DSM              | Team DSM              | Team DSM              |
| N°                          | Ciclista                    | Clas.                       | N°                     | Ciclista               | Clas.                  | N°                    | Ciclista              | Clas.                 |
| 31                          | Dries De Bondt              | 63°                         | 41                     | Lewis Askey            | 5°                     | 51                    | Sam Welsford          | 26°                   |
| 32                          | Ayco Bastiaens              | R                           | 42                     | Clément Davy           | 34°                    | 52                    | Tobias Lund Andresen  | 118°                  |
| 33                          | Tobias Bayer                | 90°                         | 43                     | Matthieu Ladagnous     | 53°                    | 53                    | Sean Flynn            | 46°                   |
| 34                          | Timo Kielich                | 4°                          | 44                     | Enzo Paleni            | 79°                    | 54                    | Leon Heinschke        | 105°                  |
| 35                          | Alexander Krieger           | 64°                         | 45                     | Laurence Pithie        | 8°                     | 55                    | Alberto Dainese       | R                     |
| 36                          | Xandro Meurisse             | 89°                         | 46                     | Samuel Watson          | 72°                    | 56                    | Tim Naberman          | 49°                   |
| 37                          | Kaden Groves                | 101°                        | 47                     | Bram Welten            | 18°                    | 57                    | Axel Källberg         | 116°                  |
| Intermarché-Circus-Wanty    | Intermarché-Circus-Wanty    | Intermarché-Circus-Wanty    | Cofidis                | Cofidis                | Cofidis                | Israel-Premier Tech   | Israel-Premier Tech   | Israel-Premier Tech   |
| N°                          | Ciclista                    | Clas.                       | N°                     | Ciclista               | Clas.                  | N°                    | Ciclista              | Clas.                 |
| 61                          | Gerben Thijssen             | 85°                         | 72                     | Piet Allegaert         | 87°                    | 81                    | Sep Vanmarcke         | 6°                    |
| 62                          | Julius Johansen             | 56°                         | 73                     | André Carvalho         | 102°                   | 82                    | Tom Van Asbroeck      | 24°                   |
| 63                          | Madis Mihkels               | 12°                         | 74                     | Christophe Noppe       | 9°                     | 84                    | Taj Jones             | 86°                   |
| 64                          | Baptiste Planckaert         | 58°                         | 75                     | Eddy Finé              | 36°                    | 85                    | Riley Pickrell        | 95°                   |
| 65                          | Dries De Pooter             | 62°                         | 76                     | Wesley Kreder          | 20°                    | 86                    | Guy Sagiv             | 66°                   |
| 66                          | Boy van Poppel              | 23°                         | 77                     | Jelle Wallays          | 30°                    | 87                    | Roi Weinberg          | R                     |
| 67                          | Roel Sintmaartensdijk       | 84°                         |                        |                        |                        |                       |                       |                       |
| Lotto Dstny                 | Lotto Dstny                 | Lotto Dstny                 | Uno-X Pro Cycling Team | Uno-X Pro Cycling Team | Uno-X Pro Cycling Team | Team Flanders-Baloise | Team Flanders-Baloise | Team Flanders-Baloise |
| N°                          | Ciclista                    | Clas.                       | N°                     | Ciclista               | Clas.                  | N°                    | Ciclista              | Clas.                 |
| 91                          | Victor Campenaerts          | 88°                         | 102                    | Fredrik Dversnes       | 19°                    | 111                   | Vito Braet            | 76°                   |
| 92                          | Jasper De Buyst             | 99°                         | 103                    | Stian Fredheim         | 50°                    | 112                   | Alex Colman           | 114°                  |
| 93                          | Sébastien Grignard          | 45°                         | 104                    | Tord Gudmestad         | 40°                    | 113                   | Sander De Pestel      | 31°                   |
| 94                          | Arjen Livyns                | 111°                        | 105                    | Kristoffer Halvorsen   | 17°                    | 114                   | Lindsay De Vylder     | 75°                   |
| 95                          | Milan Menten                | 3°                          | 106                    | Louis Bendixen         | 68°                    | 115                   | Vincent Van Hemelen   | 119°                  |
| 96                          | Lorenz van de Wynkele       | 38°                         | 107                    | Martin Urianstad       | 82°                    | 116                   | Aaron Van Poucke      | 61°                   |
| 97                          | Florian Vermeersch          | 11°                         |                        |                        |                        | 117                   | Ward Vanhoof          | 37°                   |
| Bingoal WB                  | Bingoal WB                  | Bingoal WB                  | Euskaltel-Euskadi      | Euskaltel-Euskadi      | Euskaltel-Euskadi      | Human Powered Health  | Human Powered Health  | Human Powered Health  |
| N°                          | Ciclista                    | Clas.                       | N°                     | Ciclista               | Clas.                  | N°                    | Ciclista              | Clas.                 |
| 121                         | Guillaume V. Keirsbulck     | 52°                         | 131                    | Enekoitz Azparren      | 103°                   | 141                   | Charles-É. Chrétien   | 69°                   |
| 122                         | Louis Blouwe                | 7°                          | 132                    | Xabier Berasategi      | 32°                    | 143                   | Adam de Vos           | 94°                   |
| 123                         | Dorian De Maeght            | 100°                        | 133                    | Carlos Canal           | 15°                    | 144                   | Matthew Gibson        | R                     |
| 124                         | Cériel Desal                | 81°                         | 134                    | Gotzon Martín          | 16°                    | 145                   | Gage Hecht            | 107°                  |
| 125                         | Ludovic Robeet              | 106°                        | 135                    | Xabier Isasa           | 117°                   | 146                   | August Jensen         | 74°                   |
| 126                         | Luca Van Boven              | 83°                         | 136                    | Juan José Lobato       | 77°                    | 147                   | Gijs Van Hoecke       | 35°                   |
| 127                         | Julian Mertens              | 43°                         | 137                    | Antonio Jesús Soto     | 14°                    |                       |                       |                       |
| Bolton Equities Black Spoke | Bolton Equities Black Spoke | Bolton Equities Black Spoke | Q36.5 Pro Cycling Team | Q36.5 Pro Cycling Team | Q36.5 Pro Cycling Team | Team Novo Nordisk     | Team Novo Nordisk     | Team Novo Nordisk     |
| N°                          | Ciclista                    | Clas.                       | N°                     | Ciclista               | Clas.                  | N°                    | Ciclista              | Clas.                 |
| 151                         | Matthew Bostock             | R                           | 161                    | Filippo Colombo        | 13°                    | 171                   | Gerd de Keijzer       | R                     |
| 152                         | Ryan Christensen            | 108°                        | 162                    | Kamil Małecki          | 71°                    | 172                   | Joonas Henttala       | R                     |
| 153                         | Mitchel Fitzsimons          | NP                          | 163                    | Fabio Christen         | 44°                    | 173                   | Matyáš Kopecký        | 28°                   |
| 154                         | Aaron Gate                  | 54°                         | 164                    | Tom Devriendt          | 67°                    | 174                   | Péter Kusztor         | 39°                   |
| 155                         | Luke Mudgway                | 123°                        | 165                    | Nicolò Parisini        | 70°                    | 175                   | Andrea Peron          | 33°                   |
| 156                         | Jacob Scott                 | 42°                         | 166                    | Szymon Sajnok          | 22°                    | 176                   | Declan Irvine         | 104°                  |
| 157                         | Rory Townsend               | 109°                        | 167                    | Nickolas Zukowsky      | 29°                    | 177                   | Logan Phippen         | R                     |
| Corratec Selle Italia       | Corratec Selle Italia       | Corratec Selle Italia       | Tarteletto-Isorex      | Tarteletto-Isorex      | Tarteletto-Isorex      |                       |                       |                       |
| N°                          | Ciclista                    | Clas.                       | N°                     | Ciclista               | Clas.                  |                       |                       |                       |
| 181                         | Charlie Quarterman          | R                           | 191                    | Timothy Dupont         | 27°                    |                       |                       |                       |
| 182                         | Antonio Barać               | R                           | 192                    | Maxime De Poorter      | 121°                   |                       |                       |                       |
| 183                         | Nicolas Dalla Valle         | 80°                         | 193                    | Jonas Geens            | 98°                    |                       |                       |                       |
| 184                         | Lorenzo Quartucci           | 115°                        | 194                    | Andreas Goeman         | 57°                    |                       |                       |                       |
| 185                         | Etienne van Empel           | R                           | 195                    | Kobe Vanoverschelde    | 73°                    |                       |                       |                       |
| 186                         | Samuele Zambelli            | 112°                        | 196                    | Thomas Joseph          | 55°                    |                       |                       |                       |
| 187                         | Giulio Masotto              | 97°                         | 197                    | Thibau Verhofstadt     | 122°                   |                       |                       |                       |